# Balón de Oro 1992
La edición de 1992 del Balón de Oro, 37.ª edición del premio de fútbol creado por la revista francesa France Football, fue ganada por el neerlandés Marco van Basten (Milan).
El jurado estuvo compuesto por 29 periodistas especializados, de cada una de las siguientes asociaciones miembros de la UEFA: Albania, Alemania, Austria, Bélgica, Bulgaria, CEI, Checoslovaquia, Chipre, Dinamarca, Escocia, España, Finlandia, Francia, Grecia, Hungría, Inglaterra, Irlanda, Islandia, Italia, Luxemburgo, Malta, Países Bajos, Polonia, Portugal, Rumanía, Suecia, Suiza, Turquía, y Yugoslavia.
El resultado de la votación fue publicado en el número 2437 de France Football, el 22 de diciembre de 1992.

## Sistema de votación
Cada uno de los miembros del jurado elige a los que a su juicio son los cinco mejores futbolistas europeos. El jugador elegido en primer lugar recibe cinco puntos, el elegido en segundo lugar cuatro puntos y así sucesivamente.
De esta forma, se repartieron 435 puntos, siendo 145 el máximo número de puntos que podía obtener cada jugador (en caso de que los 29 miembros del jurado le asignaran cinco puntos).

## Clasificación final
| Puesto | Jugador            | Equipo                     | Votos | Votos | Votos | Votos | Votos | Votos | Puntos |
| Puesto | Jugador            | Equipo                     | 1º    | 2º    | 3º    | 4º    | 5º    | Total | Puntos |
| ------ | ------------------ | -------------------------- | ----- | ----- | ----- | ----- | ----- | ----- | ------ |
| 1º     | Marco van Basten   | Milan                      | 11    | 8     | 2     | 1     | 3     | 25    | 98     |
| 2º     | Hristo Stoichkov   | Barcelona                  | 10    | 5     | 2     | 1     | 2     | 20    | 80     |
| 3º     | Dennis Bergkamp    | Ajax                       | 1     | 3     | 7     | 3     | 3     | 20    | 53     |
| 4º     | Thomas Häßler      | Roma                       | 3     | 2     | 3     | 4     | 2     | 14    | 42     |
| 5º     | Peter Schmeichel   | Manchester United          | 2     | 1     | 6     | 3     | 3     | 15    | 41     |
| 6º     | Brian Laudrup      | Bayern Munich / Fiorentina | 1     | 1     | 4     | 3     | 5     | 14    | 32     |
| 7º     | Michael Laudrup    | Barcelona                  |       | 5     |       | 1     |       | 6     | 22     |
| 8º     | Ronald Koeman      | Barcelona                  | 1     | 1     |       | 2     | 1     | 5     | 14     |
| 9º     | Stéphane Chapuisat | Borussia Dortmund          |       |       | 2     | 2     | 1     | 5     | 11     |
| 10º    | Frank Rijkaard     | Milan                      |       | 1     |       | 2     |       | 3     | 8      |
| 11º    | Enzo Scifo         | Fiorentina                 |       |       | 1     | 1     | 2     | 4     | 7      |
| 12º    | Flemming Povlsen   | Borussia Dortmund          |       | 1     |       | 1     |       | 2     | 6      |
| 13º    | Henrik Larsen      | Lyngby / Pisa              |       | 1     |       |       |       | 1     | 4      |
| 14º    | John Jensen        | Brøndby / Arsenal          |       |       | 1     |       |       | 1     | 3      |
|        | Paolo Maldini      | Milan                      |       |       | 1     |       |       | 1     | 3      |
| 16º    | Henrik Andersen    | Colonia                    |       |       |       | 1     |       | 1     | 2      |
|        | David Platt        | Bari / Juventus            |       |       |       | 1     |       | 1     | 2      |
|        | Tomas Brolin       | Parma                      |       |       |       |       | 2     | 2     | 2      |
|        | Jean-Pierre Papin  | Olympique Marsella / Milan |       |       |       |       | 2     | 2     | 2      |
| 20º    | Franco Baresi      | Milan                      |       |       |       |       | 1     | 1     | 1      |
|        | Rune Bratseth      | Werder Bremen              |       |       |       |       | 1     | 1     | 1      |
|        | Andreas Herzog     | Werder Bremen              |       |       |       |       | 1     | 1     | 1      |

## Curiosidades
- Marco van Basten se convierte en el tercer jugador en obtener tres trofeos, igualando a Johan Cruyff y Michel Platini.
- Rune Bratseth se convierte en el primer jugador noruego en aparecer en la clasificación final del Balón de Oro.